# Cyanodermella
Cyanodermella is een geslacht in de familie Stictidaceae. De typesoort is Cyanodermella viridula.

## Soorten
Volgens Index Fungorum telt dit geslacht vier soorten (peildatum december 2023):
| Soortnaam              | Auteur(s)                          | Publicatiejaar |
| ---------------------- | ---------------------------------- | -------------- |
| Cyanodermella asteris  | L. Jahn & Ludwig-Müll.             | 2017           |
| Cyanodermella banksiae | Crous                              | 2018           |
| Cyanodermella candida  | (Setch.) O.E. Erikss.              | 1981           |
| Cyanodermella viridula | (Berk. & M.A. Curtis) O.E. Erikss. | 1981           |